# اثر پارادوکس
اثر پارادوکس یا اثر متناقض (به انگلیسی: Paradox Effect) فیلمی محصول سال ۲۰۲۳ و به کارگردانی اسکات واینتروب است. در این فیلم بازیگرانی همچون هاروی کایتل، اولگا کوریلنکو، الیور ترونا و آلیس استونز ایفای نقش کرده‌اند.